# Troy (film)
Troy è un film del 2004 diretto e co-prodotto da Wolfgang Petersen.
Colossal epico, liberamente basato sul poema Iliade di Omero, la pellicola narra il rapimento di Elena, la guerra di Troia e soprattutto il mito di Achille. Il film è interpretato da Brad Pitt, Eric Bana, Orlando Bloom, Diane Kruger, Brian Cox, Sean Bean, Brendan Gleeson e Peter O'Toole.

## Trama
Nell'Antica Grecia, il re di Micene Agamennone unisce finalmente i regni greci dopo decenni di guerre, formando un'alleanza libera sotto il suo governo. Achille, un eroico guerriero greco che ha dato molte vittorie ad Agamennone, lo disprezza profondamente. Nel frattempo, il principe Ettore di Troia e suo fratello minore Paride negoziano un trattato di pace con Menelao, re di Sparta. Tuttavia, il principe Paride ha una relazione con la moglie di Menelao, la bellissima regina Elena, e la porta di nascosto a bordo della loro nave diretta a casa. Dopo aver appreso questo, Menelao incontra Agamennone, suo fratello maggiore, e gli chiede di aiutarlo per riprendere la moglie adultera e per conquistare Troia. Agamennone è d'accordo, poiché la conquista di Troia gli darà il controllo del Mar Egeo. Agamennone chiede a Ulisse, re di Itaca, di convincere il suo amico Achille a unirsi a loro. Achille riflette sulla questione e alla fine decide di andare in guerra, in quanto sua madre la ninfa Teti gli dice che, anche se morirà in battaglia, avrà gloria eterna.
A Troia, il re Priamo accoglie con affetto Elena quando Ettore e Paride tornano a casa e, sebbene all'inizio il suo primogenito cerchi di convincerlo a rimandare indietro la giovane regina, Priamo, non volendo ferire i sentimenti del figlio minore, decide di prepararsi per la guerra. I greci alla fine invadono e conquistano la spiaggia di Troia, grazie soprattutto alle azioni di Achille e ai suoi Mirmidoni. Achille fa saccheggiare il tempio di Apollo provocando il principe Ettore e rivendicando, inoltre, la bella e coraggiosa Briseide - una devota sacerdotessa cugina di Paride ed Ettore, a cui è molto affezionata - come sua prigioniera. Adirandosi con Agamennone per essersi preso i meriti della vittoria ed essersi portato via Briseide, Achille decide così di non aiutarlo durante assedio.
I due eserciti si incontrano fuori dalle mura di Troia. Durante un colloquio, Paride si offre di duellare con Menelao per la mano di Elena, risparmiando in cambio la città. Agamennone, intenzionato a prendere la città a prescindere dall'esito, accetta. Menelao ferisce Paride, ma viene ucciso a sua volta da Ettore. Un infuriato Agamennone ordina quindi ai greci di schiacciare l'esercito troiano. Nella battaglia che ne segue, migliaia di guerrieri si impegnano in combattimenti brutali. Aiace viene ucciso da Ettore dopo un feroce duello. Molti soldati greci cadono, costringendo Agamennone a ritirarsi. Più tardi, quella notte, Briseide viene brutalmente maltrattata e torturata dalle truppe di Agamennone, fino a quando Achille interviene e la salva. I due si confrontano privatamente, avendo un intimo e profondo dialogo sulle loro diverse vedute. A seguito di ciò, la ragazza si intrufola negli alloggi di Achille per ucciderlo venendo colta sul fatto dal guerriero ed invece si innamora, ricambiata, di lui e i due diventano amanti trascorrendo la notte insieme. Achille stanco di combattere, decide quindi di lasciare Troia insieme a Briseide e ai suoi uomini, con grande disappunto di Patroclo, suo adorato cugino e protetto che invece ritiene che sia giusto che loro rimangano per dare onore alla loro patria.
Nonostante le obiezioni di Ettore, Priamo gli ordina di riprendere la spiaggia di Troia e ricacciare i greci a casa, ma l'attacco unifica i greci e i Mirmidoni entrano in battaglia. Ettore duella con un uomo che crede essere Achille e lo uccide tagliandogli la gola, per poi scoprire con grande orrore e sgomento che in realtà era Patroclo. Profondamente sconvolti e atterriti dalle imminenti conseguenze che questa morte porterà ad ambedue le parti, entrambi gli eserciti accettano di smettere di combattere per quella giornata. Achille viene informato della morte di suo cugino e folle di rabbia giura vendetta. Sapendo in cuore suo che la vendetta di Achille non tarderà ad arrivare, Ettore mostra alla sua amata moglie Andromaca un tunnel segreto sotto Troia. Se dovesse morire e la città dovesse cadere, le ordina di portare il loro bambino e tutti i sopravvissuti fuori dalla città, sul Monte Ida.
Il giorno successivo, Achille ignora Briseide che lo prega di risparmiare il cugino, arriva a Troia e sfida Ettore chiamandolo a gran voce; i due combattono aspramente e violentemente finché Ettore non viene ucciso sotto gli occhi addolorati dei soldati troiani e della sua famiglia e Achille trascina il suo cadavere sulla spiaggia di Troia. Priamo quella notte, coraggiosamente si intrufola nel campo dei greci e implora umilmente Achille di restituire il corpo di suo figlio Ettore per un funerale adeguato. Vergognandosi delle sue azioni e colpito, Achille accetta e permette anche all'amata Briseide di tornare a Troia con Priamo, promettendo una tregua di dodici giorni in modo che i riti funebri di Ettore possano essere rispettati. Cosciente che anche per lui la morte è vicina, Achille ordina che anche i suoi uomini tornino a casa, ma senza di lui.
A questo punto Agamennone vuole prendere Troia a qualsiasi costo. Preoccupato, Ulisse escogita un piano per infiltrarsi nella città: fa costruire ai greci un gigantesco cavallo di legno come offerta di pace, celando al suo interno i migliori guerrieri dell'esercito, e abbandona la spiaggia, nascondendo le loro navi in una baia vicina. Priamo ordina che il cavallo venga portato in città. Quella notte, i greci nascosti all'interno del cavallo escono, uccidono le sentinelle e aprono le porte della città all'esercito greco, dando inizio al sacco di Troia. Tra i soldati vi è pure Achille, determinato a ritrovare Briseide. Mentre Andromaca ed Elena guidano più troiani possibile verso la salvezza attraverso il tunnel, Paride consegna la Spada di Troia a Enea, dicendogli di proteggere i troiani e di trovare loro una nuova casa, per poi rigettarsi nella mischia. Intanto i greci riescono a penetrare nel palazzo di Priamo, saccheggiandolo dopo aver eliminato gli ultimi soldati troiani, guidati da Glauco, che viene ucciso da Ulisse. Agamennone uccide Priamo trafiggendolo alle spalle con una lancia per poi catturare Briseide, la quale però si difende, uccidendolo con una coltellata alla gola. Achille si fa strada attraverso la città in fiamme e si riunisce a Briseide dopo averla salvata da due soldati greci. Paride, volendo vendicare suo fratello e credendo che il greco stia facendo del male alla cugina, scocca una freccia che trafigge il tallone di Achille e poi diverse altre parti nel suo corpo mentre Briseide lo prega urlando disperata di fermarsi. Achille, ormai morente, ringrazia Briseide per avergli donato la pace, abbraccia e bacia la ragazza un'ultima volta per poi dirle addio e la guarda fuggire con Paride prima di morire e venire trovato dagli altri soldati.
Troia viene finalmente presa dai greci e si tiene un funerale per Achille, durante il quale Ulisse, ancora provato dalla sua morte, gli dà onore e crema il suo corpo.

## Produzione

### Cast
Il ruolo di Briseide era stato inizialmente offerto all'attrice di Bollywood Aishwarya Rai, che ha rifiutato perché non si sentiva a suo agio nel girare scene d'amore. Il ruolo alla fine è andato a Rose Byrne.

### Riprese
Le riprese sono incominciate ufficialmente il 22 aprile 2003 e sono terminate nel dicembre successivo.
La città di Troia è stata ricostruita nell'isola mediterranea di Malta a Forte Ricasoli tra l'aprile e il giugno del 2003, mentre le mura esterne della città sono state costruite e filmate a Cabo San Lucas, in Messico. Altre scene importanti sono state girate a Mellieħa, una piccola città a nord di Malta, e sulla piccola isola di Comino. La produzione del film venne interrotta per un periodo dopo che l'uragano Marty colpì le aree delle riprese.

### Budget
II budget di produzione del film fu di circa 175 milioni di dollari.

## Distribuzione
Presentato fuori concorso al 57º Festival di Cannes, il film è uscito negli Stati Uniti il 14 maggio 2004 e in Italia il 21 dello stesso mese.

### Edizione home video
Il film è stato distribuito in DVD dalla Warner Bros. sul mercato italiano a dicembre 2004, disponibile sia in edizione a disco singolo sia a disco doppio. Nel 2007 è stata messa in commercio l'edizione in alta definizione in HD DVD. La versione Extended Cut dura oltre 30 minuti in più della versione cinematografica.

## Accoglienza

### Incassi
A fronte di un budget di 175 milioni di dollari, il film ha incassato 133378256 $ in Nord America e 364031596 $ nel resto del mondo, per un totale di 497409852 $. In Italia il film ha incassato 15389000 €. La pellicola è presente nella top 10 dei film che hanno incassato di più nel 2004.

### Critica
Il film, alla sua uscita, ricevette recensioni miste da parte della critica, causate principalmente dal fatto che nella pellicola vi sono delle grandi differenze rispetto all'opera originale. Sull'aggregatore di recensioni Rotten Tomatoes ha un indice di gradimento del 53% basato su 228 recensioni, con un voto medio di 6 su 10. Su Metacritic ottiene un punteggio di 56 su 100 basato su 43 recensioni.

## Riconoscimenti
- 2005 - Premio Oscar
  - Candidatura per i migliori costumi a Bob Ringwood
- 2005 - MTV Movie Award
  - Candidatura per la migliore performance maschile a Brad Pitt
  - Candidatura per il miglior combattimento a Brad Pitt ed Eric Bana
- 2004 - Golden Schmoes Award
  - Candidatura per la delusione più grande dell'anno
  - Candidatura per la migliore sequenza d'azione (Ettore contro Achille)
- 2004 - Golden Trailer Award
  - Candidatura per la migliore colonna sonora
  - Candidatura per il successo dell'estate
- 2004 - Irish Film and Television Award
  - Miglior attore non protagonista in un film cinematografico o televisivo a Peter O'Toole
- 2004 - Teen Choice Award
  - Miglior attore di film drammatico/d'azione/avventura a Brad Pitt
  - Candidatura per il miglior film drammatico/d'azione/d'avventura
  - Candidatura per la migliore nuova star maschile a Garrett Hedlund
  - Candidatura per il miglior attore di film drammatico/d'azione/avventura a Orlando Bloom
  - Candidatura per la migliore lotta/sequenza d'azione
- 2004 - Visual Effects Society
  - Candidatura per i migliori effetti visivi a Nick Davis, Chas Jarrett, Jon Thum e Gary Brozenich
- 2004 - World Soundtrack Award
  - Candidatura per la migliore canzone originale (Remember Me) a James Horner, Cynthia Weil, Josh Groban e Tanja Tzarovska
- 2005 - ASCAP Award
  - Top Box Office Films a James Horner
- 2005 - Award of the Japanese Academy
  - Candidatura per il miglior film straniero
- 2005 - Golden Reel Award
  - Candidatura per il miglior montaggio sonoro in un film straniero
- 2005 - Harry Awards
  - Candidatura per l'Harry Award
- 2005 - London Critics Circle Film Award
  - Candidatura per l'attore britannico non protagonista dell'anno a Brian Cox
- 2005 - Taurus World Stunt Award
  - Candidatura per il miglior combattimento a Mark Mottram e Buster Reeves
  - Candidatura per il miglior coordinatore di stunt e/o direttore delle unità in seconda a Simon Crane
- 2005 - Yoga Award
  - Peggior attore straniero a Brad Pitt

## Casi mediatici
Brad Pitt anni dopo l'uscita del film ha espresso la sua delusione nei confronti di quest'ultimo, affermando: "Ho dovuto fare Troy perché [...] ho rifiutato un altro film e per questo dovevo girare qualcosa per la casa di produzione. Quindi sono stato scelto per Troy. Non è stato doloroso, ma mi sono reso conto che il modo in cui il film veniva raccontato non era come volevo che fosse. Ho commesso i miei errori".

## Differenze tra film e mitologia
Alla sua uscita nelle sale, il film fu pesantemente criticato per le innumerevoli discrepanze con la mitologia greca. Da notare che i fatti narrati nel film e nel testo dell'Iliade si sovrappongono solamente per un breve lasso di tempo (dall'ira di Achille ai funerali di Ettore). Le discrepanze sono quindi in parte legate ai fatti narrati nell'Iliade e in parte relativi alla mitologia greca.

### Assenza di elementi sovrannaturali
La scelta più evidente dello sceneggiatore David Benioff (che dichiarerà che tra stare con Omero o fare il meglio per il film ha preferito la seconda opzione) è stata quella di eliminare l'elemento divino o soprannaturale. Gli dei non sono fisicamente presenti nel film, tranne un breve incontro iniziale tra Achille e la madre Teti, la quale non viene peraltro presentata esplicitamente come una divinità. Questo aspetto non è in sé una novità, essendo presente anche nella letteratura contemporanea: ad esempio, in Omero, Iliade (2004) di Alessandro Baricco.
La religione, intesa quale costante antropologica, è invece di grande importanza nella mitologia ed epica classica. Nell'Iliade, Achille parla spesso con sua madre Teti e molte decisioni e azioni degli dei influiscono enormemente nella dinamica degli eventi. Alcuni dei, come Apollo e Poseidone, scendono sul campo di battaglia personalmente con spada e armatura, a fianco dei guerrieri umani.
Nel film, invece, oltre a essere annullata qualsiasi influenza sovrannaturale sul corso degli eventi, tutti i riferimenti alle credenze religiose hanno una connotazione fortemente negativa: in particolare, tutte le decisioni prese - da una parte e dall'altra - sulla scorta di profezie e auspici si riveleranno non solo sbagliate, ma anche deleterie per chi le segue. Ad esempio, dopo che i Troiani hanno messo in fuga i Greci al termine del secondo giorno di combattimento, Priamo dà retta alle profezie del grande sacerdote di Apollo che lo incita ad assaltare l'accampamento degli assedianti, scelta all'origine di una catena di eventi che condurrà alla morte di Patroclo e al conseguente "risveglio" del temibile Achille. Ettore, che nel film si dimostra sempre estremamente razionale, aveva invece suggerito al padre un atteggiamento più prudente proprio per evitare lo scontro con i Mirmidoni e il loro comandante.
Anche dalla parte greca non mancano di questi momenti: ad esempio, quando Agamennone invoca Zeus per aiutarli a uscire dallo stallo, una sapiente inquadratura mostra Ulisse con il volto preoccupato, consapevole che non saranno gli dei a risolvere il conflitto. Nella scena successiva, il Re di Itaca concepirà la celebre idea del cavallo di legno.
La stessa morte di Achille alla fine del film, sebbene mantenga un legame con la mitologia greca, perde il suo carattere sovrannaturale: Achille viene sì colpito al tallone dalla freccia di Paride, ma quello è solo il primo di una serie di colpi ben più mortali che seguiranno di lì a poco. Da sottolineare come l'eroe greco, prima di morire, riesce a sfilare i dardi che lo hanno centrato al petto, cosicché la freccia sul tallone rimane l'unica visibile quando cade a terra (come a motivare la mitologia che sarà in seguito "costruita" su questo evento).
Interessante notare come queste scelte narrative dell'opera cinematografica si collochino in un contesto storico, quello dell'anno 2004, caratterizzato dalla lotta al terrorismo islamico e dai conflitti a sfondo religioso in Afghanistan: facile leggere nel film una velata critica a chiunque tragga la motivazione alla guerra dal culto per le divinità, classiche o moderne.
Sono anche presenti degli elementi incoerenti col periodo storico del film, come ad esempio degli esemplari di alpaca inquadrati mentre le guardie di Troia davano l'allarme per l'arrivo dei greci.
Alcuni fatti del film sono inoltre diversi dall'opera originale, ad esempio:
- Patroclo non era il cugino di Achille; nell’Iliade si parla di una forte amicizia e Patroclo viene definito compagno fidato di Achille.
- La morte di Agamennone avvenne per mano di Clitemnestra (sorella di Elena) e non di Briseide.
- Aiace e Menelao non furono uccisi da Ettore.
- Achille era già morto quando fu costruito il cavallo di Troia.
- Priamo, quando implora Achille di restituirgli il corpo del figlio Ettore, afferma che Peleo (il padre di Achille) "se n'è andato prematuramente" mentre nella mitologia è ancora vivo in quel momento.
- Nella mitologia Glauco non è un comandante troiano, ma è il capo dei Lici e alleato di Troia. Inoltre la sua morte si verifica prima della costruzione del cavallo ed avviene per mano di Aiace, e non di Ulisse.
- Paride ed Elena non fuggono insieme, ma essa viene rapita per essere donata a Paride come premio da parte di Afrodite per averle conferito il Pomo della discordia.
- Nell’Iliade Enea è un uomo adulto, sposato con figli, e anche un guerriero talmente abile da poter combattere contro Achille e non un giovane che non ha mai combattuto come viene presentato nel film.
- Nel film la guerra dura poche settimane mentre nella mitologia quasi 10 anni.